# لوییجی پیوتی
لوییجی پیوتی (انگلیسی: Luigi Piotti؛ زادهٔ ۲۷ اکتبر ۱۹۱۳ در میلان – درگذشتهٔ ۱۹ آوریل ۱۹۷۱ در گودیاسکو) رانندهٔ مسابقات اتومبیل‌رانی فرمول یک اهل ایتالیا بود. او با شرکت در مسابقات فرمول یک را از ۲۲ ژانویه ۱۹۵۶ آغاز کرد و از آن زمان در نه گراند پری از مسابقات جهانی فرمول یک شرکت کرد، اما موفق به کسب هیچ امتیازی نشد.

## نتایج کامل در مسابقات جهانی فرمول یک
(کلید)
| سال   | شرکت‌کننده             | شاسی                 | موتور                     | ۱           | ۲           | ۳    | ۴      | ۵        | ۶        | ۷            | ۸          | ۹      | ۱۰      | ۱۱    | قهرمانی رانندگان | امتیاز |
| ----- | --------------------- | -------------------- | ------------------------- | ----------- | ----------- | ---- | ------ | -------- | -------- | ------------ | ---------- | ------ | ------- | ----- | ---------------- | ------ |
| ۱۹۵۵  | اسکودریا وولپینی      | آرزانی وولپینی اف یک | مازراتی ۴سی‌ال‌تی ۲٫۵ ۴-خطی | آرژانتین    | موناکو      | ۵۰۰  | بلژیک  | هلند     | بریتانیا | ایتالیا ع.ش. |            |        |         |       | ر.ن.             | ۰      |
| ۱۹۵۶  | آفیشین آلفیری مازراتی | مازراتی ۲۵۰اف        | مازراتی ۲۵۰اف۱ ۲٫۵ ۶-خطی  | آرژانتین ب. | موناکو      | ۵۰۰  | بلژیک  | فرانسه   | بریتانیا |              |            |        |         |       | ر.ن.             | ۰      |
| ۱۹۵۶  | لوییجی پیوتی          | مازراتی ۲۵۰اف        | مازراتی ۲۵۰اف۱ ۲٫۵ ۶-خطی  |             |             |      |        |          |          | آلمان ع.ش.   | ایتالیا ۶  |        |         |       | ر.ن.             | ۰      |
| ۱۹۵۷  | لوییجی پیوتی          | مازراتی ۲۵۰اف        | مازراتی ۲۵۰اف۱ ۲٫۵ ۶-خطی  | آرژانتین ۱۰ | موناکو ع.ص. | ۵۰۰  | فرانسه | بریتانیا | آلمان    | پسکارا ب.    | ایتالیا ب. |        |         |       | ر.ن.             | ۰      |
| ۱۹۵۸  | اواس‌سی‌ای اتومبیلی     | اواس‌سی‌ای اف۲         | اواس‌سی‌ای ۳۷۲ ۱٫۵ ۴-خطی    | آرژانتین    | موناکو ع.ص. | هلند | ۵۰۰    | بلژیک    | فرانسه   | بریتانیا     | آلمان      | پرتغال | ایتالیا | مراکش | ر.ن.             | ۰      |
| منبع: |                       |                      |                           |             |             |      |        |          |          |              |            |        |         |       |                  |        |